# Pseudaclitus dysaphidis
Pseudaclitus dysaphidis är en stekelart som beskrevs av Jaroslav Stary 1974. Pseudaclitus dysaphidis ingår i släktet Pseudaclitus och familjen bracksteklar. Inga underarter finns listade i Catalogue of Life.